# 第三次河湟事变
第三次河湟事变或称乙未河湟事变、河湟起义是青海、甘肃穆斯林民族在光绪二十一年（1895年，即乙未年）发动的反清起义，源于同一教派的两大苏菲門派之间的暴力争端。瓦哈比派激励依赫瓦尼派组织并加入其中鼓励起义，结果被清军甘肃提督董福祥的甘军所部的汉、回等族士兵残酷镇压。

## 事变
第三次河湟事变在1781年的哲合忍耶举事的相同地点因两个苏非主义传承派之间的宗派暴力这一相同原因而爆发。在敌对的苏菲主义纳克什班迪教团門宦制度互相争斗和弹劾彼此有各种罪后，各派决定用清政府的法制解决争端，而非继续争斗。他们通过西宁县衙门签署了反诉讼文件，法官因而决定不做出哪个族群在伊斯兰事务中高于其他族群的裁决，而是劝他们自律。结果两大族群都寻求暴力。清政府派一位道台去镇压暴力行凶者，造成了一些死亡。这导致参与其中争执的派系反清。
在清真寺领导人马永琳鼓舞下，在青海循化，大量回族、东乡族、保安族、撒拉族人反清。河州镇总兵汤彦和奉令平叛。马大汉与同为东乡族的马万福在反清期间达成协议。他们在河州、狄道、循化引领追随者加入乱军。三月至九月间，狄道马维翰、海原李昌发、西宁韩文秀、化隆马成林、乐都冶主麻、哆吧马大头三三、大通刘四伏、北大通（今门源）刘辅等先后奋起响应，起义群众达10多万人。广河县、三甲集、洮河堰成为守军的据点且守军发誓不投降。
马万福的受到瓦哈比派激励的依赫瓦尼派被认为是新的教派。依赫瓦尼派鼓励此次叛乱。
陕甘总督杨昌濬派军平乱，因镇压不力，朝廷将他“革职留任”，继而令其回籍，调喀什噶尔提督董福祥督办甘肃军务。
董福祥收到电报命他和将军马心胜强行军援救叛乱地区。忠于他的中国穆斯林军队在穆斯林军官马安良、马国良、马福祥和马福禄率领下平乱，报称割下了叛军的头颅和耳朵。董福祥被授大元帅。董福祥军装备了刚从北京取来的当时欧洲的枪支毛瑟枪和雷明顿枪，于十月中旬抵达河州。这些武器在战斗中远胜于叛乱穆斯林的刀刃武器和前装枪。
马安良的穆斯林骑兵在牛心山败穆斯林乱军，12月4日解河州之围。他率回族骑兵军在宴会上屠杀了答应谈判的撒拉族战士，因功在乱平后被提拔为新疆将军和河州上校。忠于朝廷的穆斯林将领们率军对叛乱穆斯林发起大屠杀。他们枭叛首的头颅，割下其耳朵。“穆斯林的血染红了马安良的红顶子，穆斯林们的首级建成了马福祥和马福禄的官邸”。
1895年，马安良以四个营解西宁之围。
随着马安良和董福祥来到镇压叛乱穆斯林，马万福投降，马大汉在战斗中被杀。
马永琳、其子、周七十、马显文、闵伏英其他一百多名穆斯林叛首及600余人被董福祥俘虏斩首。董福祥令其部将何得彪、张铭新率部于十二月间袭击西宁府，南川、北川、哆吧、北大通、米拉沟、巴暖营等处起义军据点相继失守。
1896年8月2日，据报清军诸将大范围屠戮乱军，有的地区被杀8,000人，女子被卖为奴。董福祥命令马福禄处理“河湟善后”，马福禄率所部“安宁军”大肆屠杀起义群众近3万人，韩文秀、马大头三三、马成林、冶主麻等重要首领均遭诛杀。
哆吧的大约400穆斯林没有参加叛乱，宣称效忠中国。一个汉族人和他的穆斯林妻子争吵，后者恫吓称多巴的穆斯林将攻打丹噶尔，焚烧山顶的寺庙作为示意同教信徒起事和开门的信号。丈夫报官，次日这些穆斯林除一小部分嫁给汉人的穆斯林女孩外都被屠戮。
苏茜·卡森·林哈特记录道：“我们的病人中最有趣的是一位老人，他是天生的中国人，但具有藏族人的勇气和胆量，他曾被任命为当地五十多支军队的首领，一天早上出发去一座毗邻的村庄帮助一些中国人抵抗叛军的一次进攻。他手下的一个木匠叛变了，刺伤了他的胳膊肘，有人说叛徒被回教收买了，回教急于摆脱像这位叫邹老爷（Cheo Lao-yeh）的老人这样能干的对手。他们记得他曾在前次叛乱中卓有成效的表现，期间他虽然受了七次伤，却造成了他们的多次惨败。叛徒那一刺在他的胳膊上造成了一个难看的伤口，但是他的家里人很富有，因此随后能够给予他一切关注，而我不遗余力地帮助他康复，每天他的情况都有明显的改善。他的妻子是蒙古人。他唯一的孩子是一个穿着对她来说非常合适的蒙古族服装的20岁的年轻有魅力的已婚女子，而她可爱的小婴儿则让这个家庭完整，为老人在炕上度过的孤独时光增添了许多快乐。这个男人送给我们的礼物和无法估量的仁慈很多，后来，当我们不在家时，他去世了，他要求他的女儿送给我们每个人一串他戴的念珠，我们非常珍惜这些礼物，因为我们知道这些礼物是真诚的感激和爱情的象征。”
西藏人在1896年帮助镇压了穆斯林叛军，就像他们在1781年所做的那样。洮州的穆斯林也与叛军作战，叛军领导人马永琳全家被处决。
将领董福祥、马安良、马海晏原本在1894年因中日甲午战争被召回北京，但此乱爆发后他们即被派往平乱。
因此乱，陕北靖边县宁条梁镇的天主教村小桥畔由主事的比利时神父们着手修建了防御工事。
汉族哥老会在叛乱期间渗透到新疆的清军中，据称其计划在回族叛军被镇压之前帮助回族叛军。
大约100,000人在此乱中死亡。
光绪二十二年（1896年）阴历二月，起义军余部转战于青海柴达木和河西等地，刘四伏带领的万余起义军退往河西后，又转移到新疆罗布泊。在甘州南山活动的起义者坚持到九月才最终失败。
1909年，在一个新伊斯兰教派的六名领导人从麦加返回后，马安良下令逮捕并立即枪决他们，因为他是旧教派的一员，并希望阻止1895年穆斯林叛乱以来不同伊斯兰教派之间的战斗导致的另一次教派暴力事件。
清朝末年，正规的行政单位开始取代土司，1895年，穆斯林叛军领导人马永林和马大汉被马安良和董福祥手下的亲政府穆斯林击败。马元章和马福祥等穆斯林领袖也宣布效忠中华民国，即使在1916年后中国陷入军阀统治之后。

### 引用
1. ↑  . 1871: 109. 在西北部。这些我是中国人。它始于去年5月的一场118人的争吵。（这次不是传教士。）这些西北中国人是两种血统的后裔：（1）土耳其人。（2）波斯人。后者分为旧的和撒拉族。这些新旧学派围绕一个仪式问题，然后互相残杀。这是在洮州，一个距离甘肃省三丘以西五天的城市。官员们进行了干预以阻止战斗，但在这样做时使用了许多残忍的手段。这激怒了团结起来对抗共同敌人的穆罕默德。一位率领五千人的将军被派去对付他们，结果损失了一半的兵力。骑兵将军马安良率领从日本战争中归来的骑兵，尽管他自己是“撒拉族”，但他还是遇到了叛军并将他们赶了回来。穆夫提和其他领导人都反对叛军。在一页纸上找到你的投稿。另一方面是帝国主义者的仁慈。如果这些忠告占上风，麻烦很快就会过去。如果爆发了一场外部战争。那么整个中国都将熊熊燃烧。在甘肃，几乎没有任何城镇是叛军的地盘。新月和龙在整个帝国都非常相配。目击者讲述的希伊姆努被屠杀的故事。他已经杀死了成千上万的人；被长矛刺死。年龄和体重都不例外。在Iheae的少数传教士，地区是安全的。他们全力照顾伤员。双方都把他们当作朋友。我们曾经为那些受苦受难的中国穷人祈祷。
2. ↑  Lipman, Jonathan Neaman. . University of Washington Press. 1998: 207  [24 April 2014]. ISBN 0295800550.
3. ↑  Ralph L. Powell. . Princeton University Press. 8 December 2015: 83–. ISBN 978-1-4008-7884-0.
4. ↑  Jonathan Neaman Lipman; Stevan Harrell. . SUNY Press. 5 April 1990: 76–  [2017-03-09]. ISBN 978-0-7914-0115-6. （原始内容存档于2017-02-15）.
5. ↑  Lipman, Jonathan N. “Ethnicity and Politics in Republican China: The Ma Family Warlords of Gansu.” Modern China, vol. 10, no. 3, 1984, p. 298. JSTOR, JSTOR, https://www.jstor.org/stable/189017?seq=14#page_scan_tab_contents （页面存档备份，存于）.
6. ↑  Lipman, Jonathan N. . Modern China (Sage Publications, Inc.). Jul 1984, 10 (3): 299. JSTOR 189017. S2CID 143843569. doi:10.1177/009770048401000302.
7. ↑  Michael Dillon. . Richmond: Curzon Press. 1999: 136  [2010-06-28]. ISBN 0-7007-1026-4.
8. ↑  Michael Dillon. . Routledge. 16 December 2013: 102–. ISBN 978-1-136-80933-0.
9. ↑  . 1987: 29  [2010-06-28].
10. ↑  Jonathan Neaman Lipman. . Seattle: University of Washington Press. 2004: 142  [2010-06-28]. ISBN 0-295-97644-6.
11. ↑  . Shanghai: American Presbyterian Mission Press. 1895: 452  [2010-06-28].
12. ↑  James Hastings; John Alexander Selbie; Louis Herbert Gray. . Edinburgh: T. & T. Clark. 1916: 893  [2010-06-28]. ISBN 9780567065094.
13. ↑  M. Th. Houtsma; A. J. Wensinck. . Stanford BRILL. 1993: 850  [2010-06-28]. ISBN 90-04-09796-1.
14. ↑  Lipman, Jonathan Neaman. . University of Washington Press. 1998: 157  [24 April 2014]. ISBN 0295800550. （原始内容存档于2021-01-20）.
15. ↑  Lipman, Jonathan Neaman. . Stanford University. 1980: 81  [24 April 2014].
16. ↑  Michael Dillon. . Psychology Press. 1999: 72–. ISBN 978-0-7007-1026-3.
17. ↑  . Ann Arbor. 1987: 29.
18. ↑  Jonathan Neaman Lipman. . Seattle: University of Washington Press. 2004: 168  [2010-06-28]. ISBN 0-295-97644-6.
19. ↑  Ma Tong, Zhongguo Yisilan... shilue, p 245
20. ↑  University of Illinois at Urbana-Champaign. Center for Asian Studies. . 1979: 35  [2011-06-06]. （页面存档备份，存于）
21. ↑  . Contributors University of Connecticut. Dept. of History, Denison University. Dept. of History, University of Illinois at Urbana-Champaign. Center for Asian Studies. Center for Asian Studies, University of Illinois. 1975: 171  [24 April 2014].
22. ↑  Michael Dillon. . Richmond: Curzon Press. 1999: 102  [2010-06-28]. ISBN 0-7007-1026-4.
23. ↑   (PDF). Shanghai: REPRINTED FROM THE "NORTH-CHINA HERALD AND SUPREME COURT AND CONSULAR GAZETTE". 1897: 6  [24 April 2014]. （原始内容 (PDF)存档于29 May 2014）.
24. ↑   (PDF). THE NEW YORK TIMES. 1896-08-14  [2010-11-28]. （原始内容存档 (PDF)于2021-08-16）.
25. ↑  Rijnhart, M.D. (1868-1908), Susie Carson. .  Third. Chicago, New York & Toronto: Fleming H. Revell Company. 1901  [24 April 2014]. （原始内容存档于2014-03-04）.
26. ↑  Susie Carson Rijnhart. . Asian Educational Services. 1999: 135. ISBN 978-81-206-1302-7.
27. ↑  Mrs. Susie Carson Rijnhart. . Oliphant, Anderson, & Ferrier. 1901: 135. During the recent rebellion, as already stated, a large proportion of the Mohammedan population left their homes and joined the rebel forces, while th.
28. ↑  Susie Carson Rijnhart. . Asian Educational Services. 1999: 71. ISBN 978-81-206-1302-7.
29. ↑  Mrs. Susie Carson Rijnhart. . Oliphant, Anderson, & Ferrier. 1901: 72. 他唯一的孩子是一个二十岁的年轻漂亮的已婚妇女，穿着蒙古服装，这对她来说很有吸引力，而她还有一个漂亮的小婴儿。
30. ↑  LIPMAN, JONATHAN N. . . University of Washington Press. 1997  [2023-05-27]. ISBN 0-295-97644-6. （原始内容存档于2023-08-12）.
31. ↑  Oidtmann, Max. : 1–32. 2005  [2023-05-27]. （原始内容存档于2023-08-12）.
32. ↑  Bickers, Robert A.; Tiedemann, R. G. (编).  illustrated. Rowman & Littlefield. 2007: 30  [2010-06-28]. ISBN 978-0742553958.
33. ↑  Nightingale, Pamela; Skrine, C.P. . 27 of China, History, Philosophy, Economics reprint. Routledge. 2013: 87. ISBN 978-1136576096.
34. ↑  . www.biographi.ca.   [2016-01-10]. （原始内容存档于2023-06-02）.
35. ↑   https://archive.org/details/crescentinnorthw00andr/page/n71/mode/2up?view=theater. : 50, 51, 52, 53, 54. 很难找到这些教派分歧的真正根源。一种说法是，在撒拉族到来之前，回回中只有一个教派，但这个教派由于与中国人的不断交往而变得腐败。萨拉尔人一到，就注意到他们的同宗主义者已经陷入了普遍的冷漠状态，并决心复兴。因此，他们组成了新教，另一个则被称为老教。这两个教派至今仍是主要教派。然而，新教派包含了许多其他小教派和分支。一些从麦加回来的狂热朝圣者引入一些新的精神教学或宗教实践路线，几乎总是会导致另一种分裂。来自西方的穆斯林通常更喜欢和辛乔交往，那些去麦加朝圣的毛拉也是如此。他们比老焦更狂热，他们经常与老焦发生激烈的争吵，最终往往以危险的打斗告终。导致这些小教派形成的原因是如此的微不足道，以至于它们现在已经默默无闻地消失了，只有这个教派才能见证其创始人的愚蠢。1862年和1895年的两次伟大的赫维运动被载入史册，称为穆罕默德复辟。第一个起源于中国人在一次魏争中的交往。其次是干涉新旧教派之间的争端。当第三次叛乱爆发时，很有可能是出于类似的原因。在1909年，又有人努力创建另一个教派，这是对新教的明显改进。两个刚从麦加回来的阿洪，怀着宗教的热情，是最初的创造者。他们提出的原则和做法从未广为人知，但在一种新时尚之后留胡子是新教学的显著特征之一。他们设法获得了相当多的追随者，并开始了一场充满活力和侵略性的凸轮运动。新教和旧教都激起了如此多的怨恨，以至于甘肃总督不得不干涉普通民众的利益，并以中国政府的名义发布公告，禁止传播这种新的教义。然而，现代教派在距离四宁府约十二英里的地方获得了一个穆斯林据点，并在那里造成了如此大的骚乱，以至于不得不派出一支骑兵。他们成功地逮捕了直接被监禁的运动领导人。这使得最疯狂的谣言在整个地区流传开来。回回即将作乱，实际的作乱日期已经确定。这些持续不断的谣言使湖南陷入了和中国人一样的恐慌状态。后一批人先是数百人，后来又有数千人迁入四宁府。所有的住宅都被填满了，粮食和燃料的价格达到了饥荒的程度。就在这时，汉魏的统治者、旧派的支持者马安良派士兵包围了霍城的一所房子，在那里他们逮捕了六名现代派的首领。这六人立即被子弹送往天堂，据报道，该教派的两位创始人也在其中。现代教派随即瓦解，此后再也没有恢复为一个教派，尽管它的一些追随者仍然相当活跃。这样，中国和朝鲜之间的严重麻烦，如前几年一样，由于朝鲜内部的分歧，得以勉强避免。上面关于现代教派兴衰的简短描述，是许多其他小教派历史的一个很好的样本，这些小教派一直发展壮大，直到他们的活动引起了旧教派的注意，在旧教派的主导力量最终崩溃之前。旧教派始终占据上风，并在今天掌握着公民权力，尽管宗教热情和热情仍然伴随着新教派。老乔知道如何有效地行使他们手中的权力吗。教派斗争如此激烈和激烈，由此产生的仇恨如此之深，以至于在某些情况下，新旧教派的成员是否不像“不信者”那样被彼此深深憎恨，这是一个问题。许多新教派的成员被流放，因为他们不得不忍受另一个教派的同宗徒的痛苦。数字几乎没有逃过一劫。在该省的西部，从西藏边界一直延伸到霍绍市正北的黄河以北和以南，分布着五个与蒙古赫维族相同种族的氏族。他们的身体特征完全相同，说的是相同的蒙古方言。他们采用了藏族的服饰、风俗习惯。此外，他们信奉藏人的宗教，有些人甚至信奉古老的苯教，成为火和魔鬼的崇拜者。虽然分散在藏族部落中，但它们都分布在各自的村庄里。据说，这五个部族最初与蒙古赫维维是一体的，但由于一些教派的争吵，他们集体投靠了藏族，放弃了他们祖先的宗教，信奉佛教。这些争吵的痛苦，有时是由最微不足道的原因引起的，几乎无法形容。一位老教派的信徒，居住在该省南部的一个回回社区，是一位富有和有影响力的人，他最直言不讳地谴责当时在该地区取得长足进步的一个新教派的教义和做法。有一天，一些被唾骂的教派成员来到他的家中，向他发泄他们的愤怒。在毁坏了他的家，打碎了所有的家具后，他们对他的人进行了猛烈的殴打，让他死了。该地区的基督教传教士居民被邀请去看望他，抵达后，他发现他的病人肋骨骨折，其他骨折。他的生命有一段时间悬而未决，但最终经过精心护理和良好的医疗护理，他度过了难关。康复后，他被迫离开该社区，最终找到了前往该省首府的路，在那里他被任命为一所公立学校的藏语教师。他的传教士护士的耳朵和注意力并没有被忘记，尽管他仍然反对福音书，但他对居住在那里的传教士表现出了友好的态度。 缺少或|title=为空 (帮助)
36. ↑  . 1910: 153. 在四宁府、河州、洮州、钦州、景阳府、宁西府等地，都有大量的分布。在广场上，他们占人口的大部分。在一些地方，他们中没有中国人，每个村庄都有清真寺，而在其他地方，穆罕默德教徒也很少。这里有许多穆罕默德官员，主要是军事官员，以著名的马安良为首，他住在河州，这里可能被称为甘肃穆罕默德的麦加。这是牧师培训学校。这里可以听到清真寺塔楼上守望者的呼唤，召唤信徒祈祷。有三个教派，旧的，新的，和最新的。三年前，最后一次叛乱几乎结束，马安良下令处决其领导人，并判定他们犯有密谋叛乱罪。
37. ↑  Lipman, Jonathan N. . Studies on Ethnic Groups in China. University of Washington Press. 2011: 186  [2023-05-27]. ISBN 978-0295800554. （原始内容存档于2023-05-27）.